# Podlesie (przystanek kolejowy na Białorusi)
Podlesie (biał. Падлессе, ros. Подлесье) – przystanek kolejowy w miejscowości Podlesie, w rejonie lachowickim, w obwodzie brzeskim, na Białorusi. Leży na linii Osipowicze – Baranowicze.